# Takashi Inui
Takashi Inui (jap. 乾 貴士 Inui Takashi; ur. 2 czerwca 1988 w Ōmihachimanie) – japoński piłkarz grający na pozycji ofensywnego pomocnika. Od 2019 roku jest zawodnikiem klubu SD Eibar.

## Kariera klubowa
Swoją karierę piłkarską Inui rozpoczynał w szkolnych klubach Saison Football Club i Yasu High School. W 2007 roku został zawodnikiem zespół Yokohama F. Marinos. 10 marca 2007 zadebiutował w jego barwach w J-League w przegranym 0:1 wyjazdowym meczu z Yokohamą FC. W zespole Marinos rozegrał 7 meczów w 2007 roku.
W 2008 roku Inui został wypożyczony do Cerezo Osaka. W Cerezo swój debiut zanotował 6 lipca 2008 w przegranym 0:1 domowym meczu z Saganem Tosu. W 2009 roku podpisał stały kontrakt z zespołem Cerezo. Na koniec sezonu 2009 awansował z Cerezo z drugiej do pierwszej ligi. W Cerezo grał do lata 2011.
W 2011 roku Inui przeszedł do VfL Bochum. Swój debiut w 2. Bundeslidze zaliczył 12 sierpnia 2011 w przegranym 1:2 domowym meczu z FC St. Pauli. W Bochum był podstawowym zawodnikiem. Rozegrał 30 meczów i strzelił 7 goli.
W 2012 roku Inui został zawodnikiem beniaminka pierwszej ligi niemieckiej, Eintrachtu Frankfurt. W Eintrachcie zadebiutował 25 sierpnia 2012 w zwycięskim 3:1 domowym meczu z Bayerem 04 Leverkusen. 16 września 2012 w domowym meczu z Hamburgerem SV (3:2) strzelił swojego pierwszego gola w barwach Eintrachtu.
| Sezon   | Klub                | Kraj      | Rozgrywki        | Mecze | Bramki |
| ------- | ------------------- | --------- | ---------------- | ----- | ------ |
| 2007    | Yokohama F. Marinos | Japonia   | J-League         | 7     | 0      |
| 2008    | Yokohama F. Marinos | Japonia   | J-League         | 0     | 0      |
| 2008    | Cerezo Osaka        | Japonia   | J-League         | 20    | 6      |
| 2009    | Cerezo Osaka        | Japonia   | J-League         | 47    | 20     |
| 2010    | Cerezo Osaka        | Japonia   | J-League         | 33    | 4      |
| 2011    | Cerezo Osaka        | Japonia   | J-League         | 14    | 5      |
| 2011/12 | VfL Bochum          | Niemcy    | 2. Bundesliga    | 30    | 7      |
| 2012/13 | Eintracht Frankfurt | Niemcy    | Bundesliga       | 33    | 6      |
| 2013/14 | Eintracht Frankfurt | Niemcy    | Bundesliga       | 14    | 0      |
| 2014/15 | Eintracht Frankfurt | Niemcy    | Bundesliga       | 27    | 1      |
| 2015/16 | Eintracht Frankfurt | Niemcy    | Bundesliga       | 1     | 0      |
| 2015/16 | SD Eibar            | Hiszpania | Primera División | 27    | 3      |
| 2016/17 | SD Eibar            | Hiszpania | Primera División | 28    | 3      |
| 2017/18 | SD Eibar            | Hiszpania | Primera División | 34    | 5      |
| 2018/19 | Real Betis          | Hiszpania | Primera División | 8     | 0      |
| 2018/19 | Deportivo Alavés    | Hiszpania | Primera División | 12    | 2      |

## Kariera reprezentacyjna
W reprezentacji Japonii Inui zadebiutował 20 stycznia 2009 roku w wygranym 2:1 meczu kwalifikacjach do Pucharu Azji 2011 z Jemenem, rozegranym w Kumamoto.